# Кеферштейн, Вильгельм Мориц
Вильгельм Мориц Кеферштейн (нем. Wilhelm Moritz Keferstein; 1833—1870) — немецкий зоолог.
Учился медицине в Гёттингене и Берлине, 1857 ассистент, 1860 экстраординарный, в 1868 ординарный профессор зоологии в Гёттингене. Научные исследования Кеферштейна касались преимущественно анатомии и эмбриологии низших морских животных и моллюсков. Своей обработкой цефалопод в известном труде «Bronn’s Klassen und Ordnungen des Thierreichs» Кеферштейн обогатил науку весьма ценной монографией об этом классе моллюсков. Кроме этого он напечатал: «Beiträge zur Kenntniss der Geschlechtsverhältnisse von Helix pomatia» (вместе с Элерсом, 1859).